# Fehértó
Fehértó è un comune di 495 abitanti situato nella contea di Győr-Moson-Sopron, nell'Ungheria nordoccidentale.